# Nyborgs yllefabrik
AB Nyborgs yllefabrik var en fabriksrörelse som 1891–1956 bedrev ullspinneri, ylleväveri, appreturverk och färgeri i Norrköping.
Verksamheten grundades 1891 av Fredrik Nyborg. Öster om Bredgatan i Midtina mot Motala ström anlades en stor fabrik för Nyborgs yllefabrik1906–07.
Företaget tillverkade främst finare yllevävnader. I början av 1930-talet hade det omkring 240 anställda. Vid nedläggningen 1956 hade fabriken omkring 400 anställda.